# 小机衆
小机衆（こずくえしゅう、こづくえしゅう）は、後北条氏の家臣団のうちの一つで、南武蔵地域を支配していた集団・「衆」組織であった。「衆」の中心は武蔵国の小机城によることから、小机衆と呼ばれていた。

## 歴史
小机衆と呼ばれる軍団組織が編成されたのは、大永2年（1522年）から大永4年（1524年）頃である。当時の伊勢氏（大永3年頃に「北条」と改姓）は鶴見川と多摩川に挟まれた小机郷を中心に、大小29の武士団が居城・館を構え、江戸城周辺の先陣及び、旧扇谷上杉勢である太田氏勢力と対する形をとっていた。
衆を取りまとめたのは、北条氏綱の信頼の厚かった五大老の一人笠原信為で、その後は北条時長、小机城主になった氏尭、北条氏政の弟三郎、氏光となったが、笠原氏が城代としてまとめ続けていた。
天正18年（1590年）豊臣秀吉の関東侵攻の際には小机城主氏光は小田原籠城に加わっており、小机城は放棄され小机衆は籠城に加わっている。

## 役割
当初は、後北条氏の武蔵国の進出の戦陣として機能しており、江戸・葛西・河越をめぐる不安定な状況を、小田原城や玉縄城にいち早く連絡する為、小机城から小田原・八王子方面と、小机城から神奈川青木城を経て玉縄城へ至る狼煙と鐘・旗の連絡ルートの拠点になっていた。この連絡ルートの一つが中原街道と言われている。

## 家臣団
小机衆は29人で構成されており、約高は3438.192であった。
小田原衆所領役帳による主な家臣団は以下。
- 笠原氏
- 曽弥外記
- 神田次郎左衛門
- 市野助太郎
- 増田満栄
- 座間豊後
- 村嶋豊左衛門
- 二宮義忠
- 岩本和泉
- 高田玄蕃
- 中田加賀
- 長谷川為久
- 沼上出羽
- 石原靱負
- 大曾根飛騨守

## 衆
「衆」とは地域の根城を中心に網の目の如く結ばれていたネットワークで、狼煙連絡ネットワークが形成されていた地域であった。